# Богословка (Зирянський район)
Богосло́вка (рос. Богословка) — село у складі Зирянського району Томської області, Росія. Входить до складу Зирянського сільського поселення.

## Населення
Населення — 557 осіб (2010; 644 у 2002).
Національний склад (станом на 2002 рік):
- росіяни — 93 %